# Кистерс, Хайнц
Хайнц Ки́стерс — немецкий предприниматель, арт-дилер и коллекционер, известный как основатель большого частного собрания  произведений искусства классической европейской живописи.

## Биография
Тяга к искусству у молодого Хайнца Кистерса была заложена с детства. Его отец Генри имел небольшую коллекцию европейской графики. Мать интересовалась голландской средневековой живописью. В 1931 году Кистерс начал в Кёльне бизнес радиотехники. Во время Второй мировой войны работал инженером связи. Магазины радиотехники Кистерса работали настолько прибыльно, что в период между 1941 и 1945 годом он смог приобрести не менее 105 картин старых мастеров, которые ему продал из своих запасников городской Музей Вальрафа-Рихарца. Тогдашний директор музея Отто Х. Ферстер хотел купить на вырученные деньги работы современных художников, которые ему были предложены за время немецкой оккупации Парижа и Амстердама.
По окончании войны Хайнц Кистерс успешно предпринимал на европейском арт-рынке, продавал картины даже федеральному канцлеру ФРГ Конраду Аденауэру, а также консультировал его при покупке произведений живописи. Они познакомились в 1950 году, когда Кистерсу было 38 лет. Во время первой встречи канцлер был удивлён, что Кистерс, которого ему рекомендовали как знатока классической европейской живописи, служил в немецкой армии, оказался специалистом по высоким частотам и имел собственный радиозавод. В 1954 году Кистерс стал личным арт-дилером Аденауэра. Поселился в швейцарском Кройцлингене, где собрал обширную коллекцию произведений искусства старых мастеров. После смерти Аденауэра Хайнц Кистерс приобрёл у его наследников 19 работ из коллекции канцлера за 950 000 немецких марок. В 1970 году он выставил 13 из них на аукцион Кристис. Но на самом деле он выступил только представителем интересов трёх сыновей Аденауэра, которые не могли в открытую продать эти картины без возврата государственной пошлины, так как они были приобретены за государственный счёт. «Аукцион Аденауэра» состоялся 26 июня 1970 года в Лондоне и не принёс ожидаемых результатов. Было продано только 5 полотен на сумму 156 000 немецких марок вместо ожидаемых 6 миллионов марок. Также, появились сомнения в правильности атрибуции некоторых картин.
В 1963 году, Хайнц Кистерс основал компанию Kisters Pioneering Technologies, которая стала одним из ведущих в мире поставщиков современного гидрологического оборудования и средств управления. Сыновья Ханс и Клаус присоединились к семейному предприятию в 1980-х годах, когда компания начала поставлять программное обеспечение для управления данными решений федеральных агентств в Европе. В 1999 году компания была преобразована в KISTERS AG, в 2004 году в её состав вошли купленные подразделение Siemens / SICAD Geomatics и HYDSTRA, EUS GmbH в 2006 году, и iQUEST в 2008 году. Основанная в Аахене, Германия, KISTERS расширилась до глобальной компании: насчитывает на сегодняшний день филиалы в Северной и Южной Америке, включает свыше 500 сотрудников, большинство из которых закончили аспирантуру по инженерной, либо гидрологической специализации.

## Коллекция живописи
Коллекция охватывает произведения Сандро Боттичели, Лукаса Кранаха Старшего, Джерарда Давида, Антониса ван Дейка, Ж. О. Фрагонара, Эстебана Мурильо, Рубенса, Ханса Шойфелина, Яна ван Скорела, Бернардо Строцци, Тинторетто, Тициана Вечеллио, Диего Веласкеса и других мастеров. Также, значительную часть коллекции составляет старонемецкая, староголландская, ранняя итальянская живопись, венецианское чинквеченто и испанская живопись 17 века.
В 1970 году был организован «Фонд Хайнца Кистерса» в Кройцлингене, который возглавила супруга коллекционера, Герлинда Кистерс Кесслер, врач по образованию. Деятельность Фонда, в соответствии с уставом, направлена на развитие коллекции и сохранение произведений искусства в коллекции. Для достижения целей Фонда ему дано право продавать работы из своего собрания и заниматься финансовым кредитованием.

## Тициан.«Мадонна с младенцем, святыми Лукой и Екатериной Александрийской»

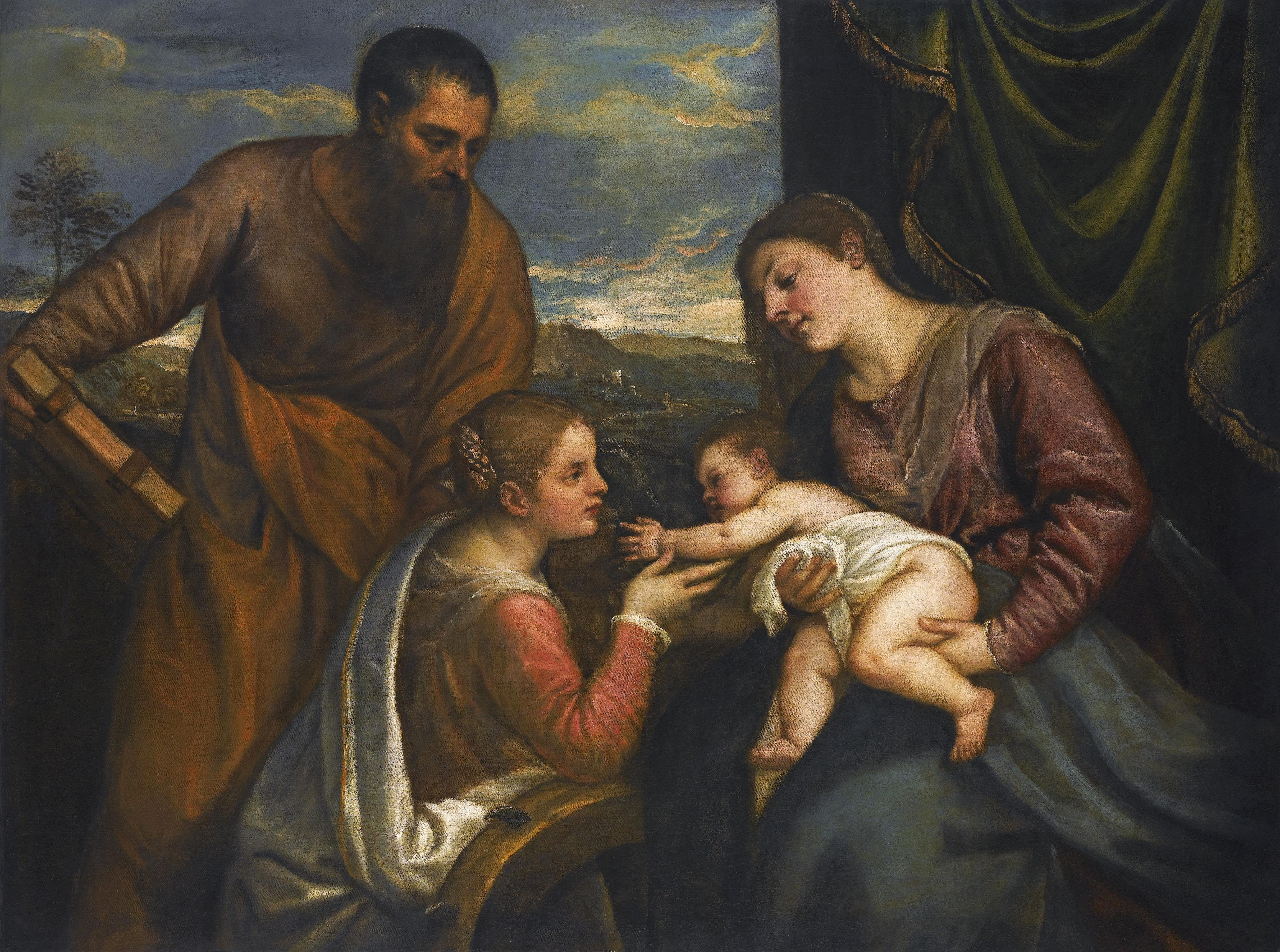
Тициан. «Мадонна с младенцем, святыми Лукой и Екатериной Александрийской». Ок.1560 г.

Сенсацию на мировом художественном рынке произвёл аукцион по продаже картины Тициана из коллекции Кистерса в 2011 году. «Мадонна с младенцем, святыми Лукой и Екатериной Александрийской» — это один из нескольких вариантов канонического образа Мадонны с младенцем кисти Тициана. Написана маслом на холсте около 1560 года, в разгар карьеры художника.
Картина была приобретена Хайнцем Кистерсом в 1956 году у арт-дилеров в Нью-Йорке, которые, в свою очередь, приобрели её на аукционе Кристис в 1954 году. После смерти Хайнца Кистерса в 1977 году, картина стала собственностью его вдовы, Герлинды Кистерс. В 2011 году картина достигла самой высокой цены из всех работ Тициана в истории аукционов  — $ 16,9 млн. Она была продана на аукционе Сотбис в Нью-Йорке от имени Фонда Хайнца Кистерса, которым после смерти матери, Герлинды Кистерс, руководит сын Фридрих Кистерс. Продажа картины состоялась в связи с постройкой Фридрихом Кистерсом в Кройцлингене Центра современного искусства.

Картины из собрания семейства Кистерс:
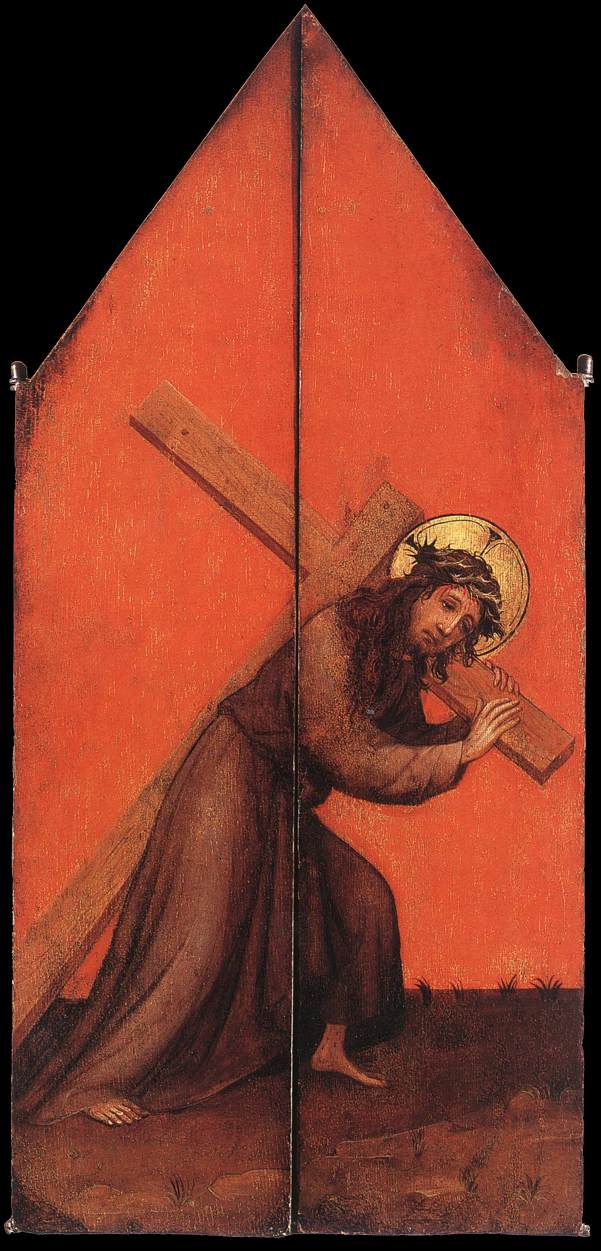
Мастер святой Вероники. Триптих (в закрытом виде), ок. 1410. Высота 70 см, ширина 16 см (каждая створка).
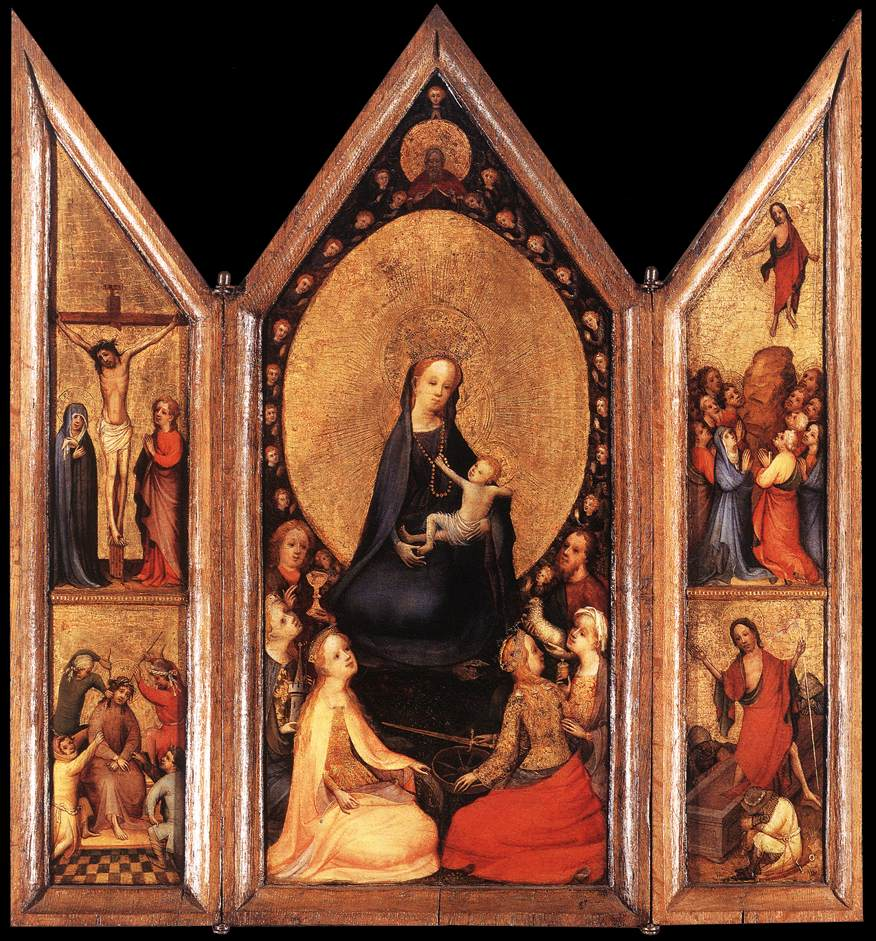
Мастер святой Вероники. Триптих (в открытом виде), ок. 1410. Высота 70 см, ширина центральной части 32,5 см.
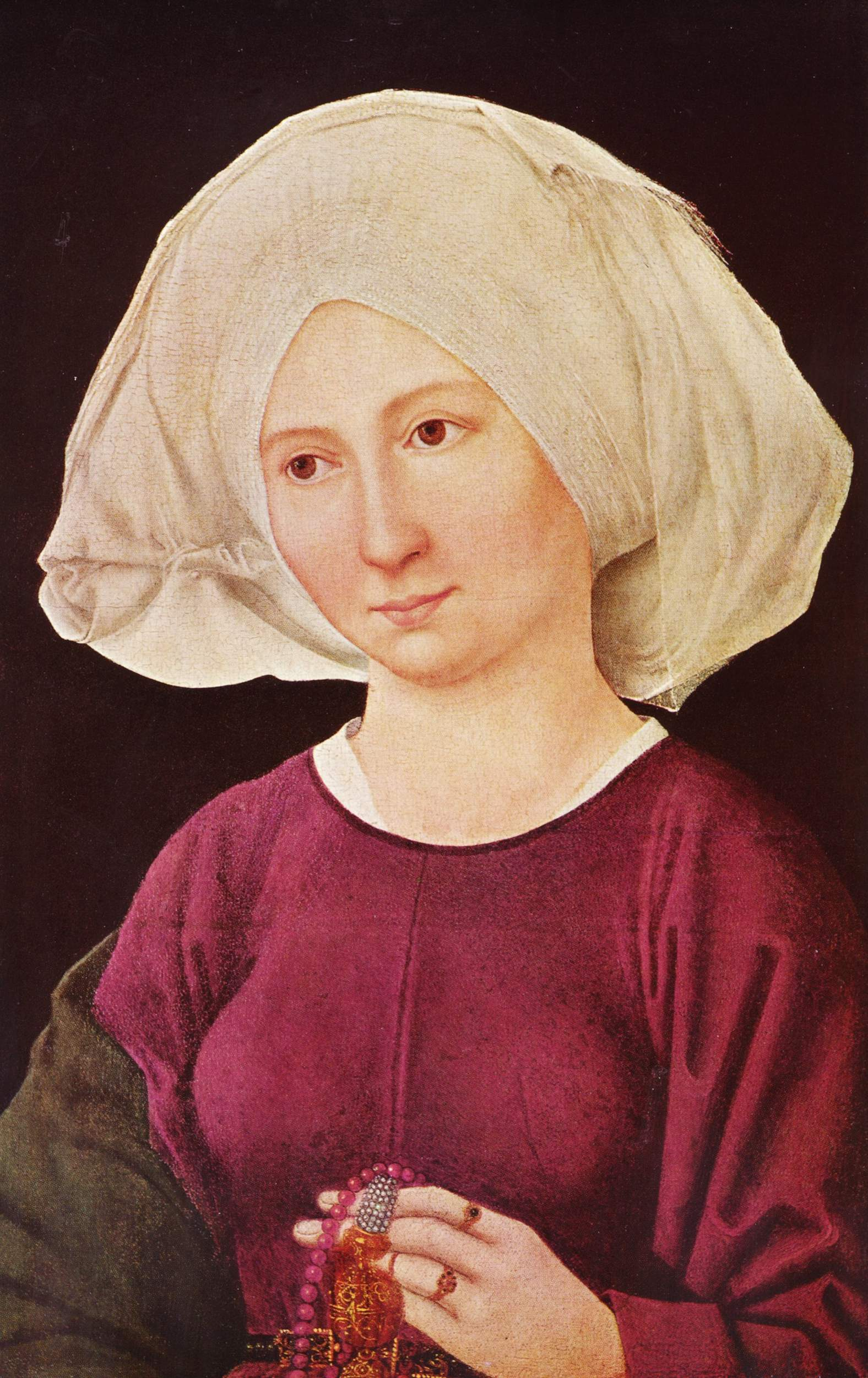
Шонгауэр, Мартин. Портрет молодой женщины. Ок. 1475—80 гг. 52 × 34 см.
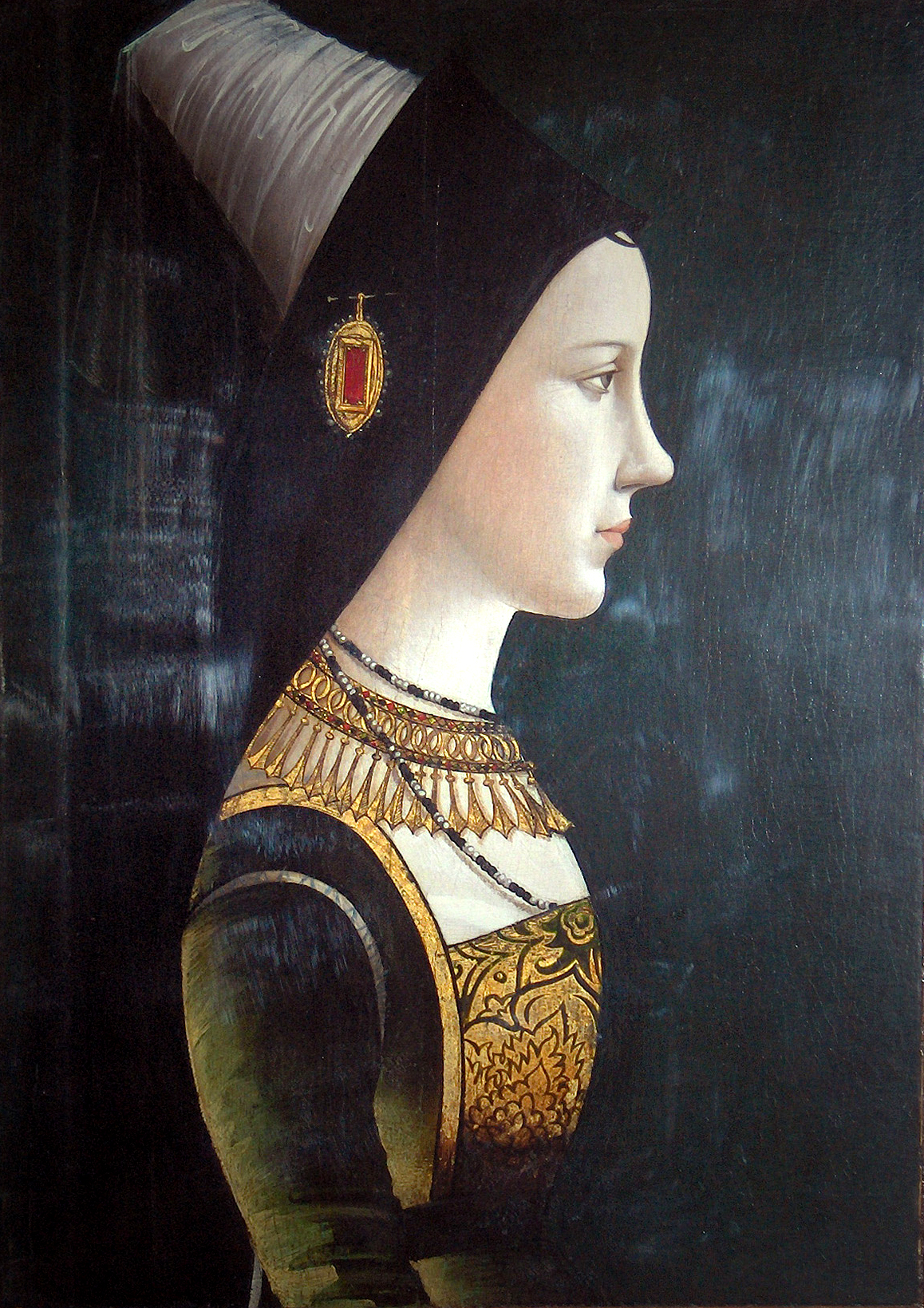
Михаэль Пахер «Мария Бургундская», ок. 1490 г. 47,5 × 35 см.
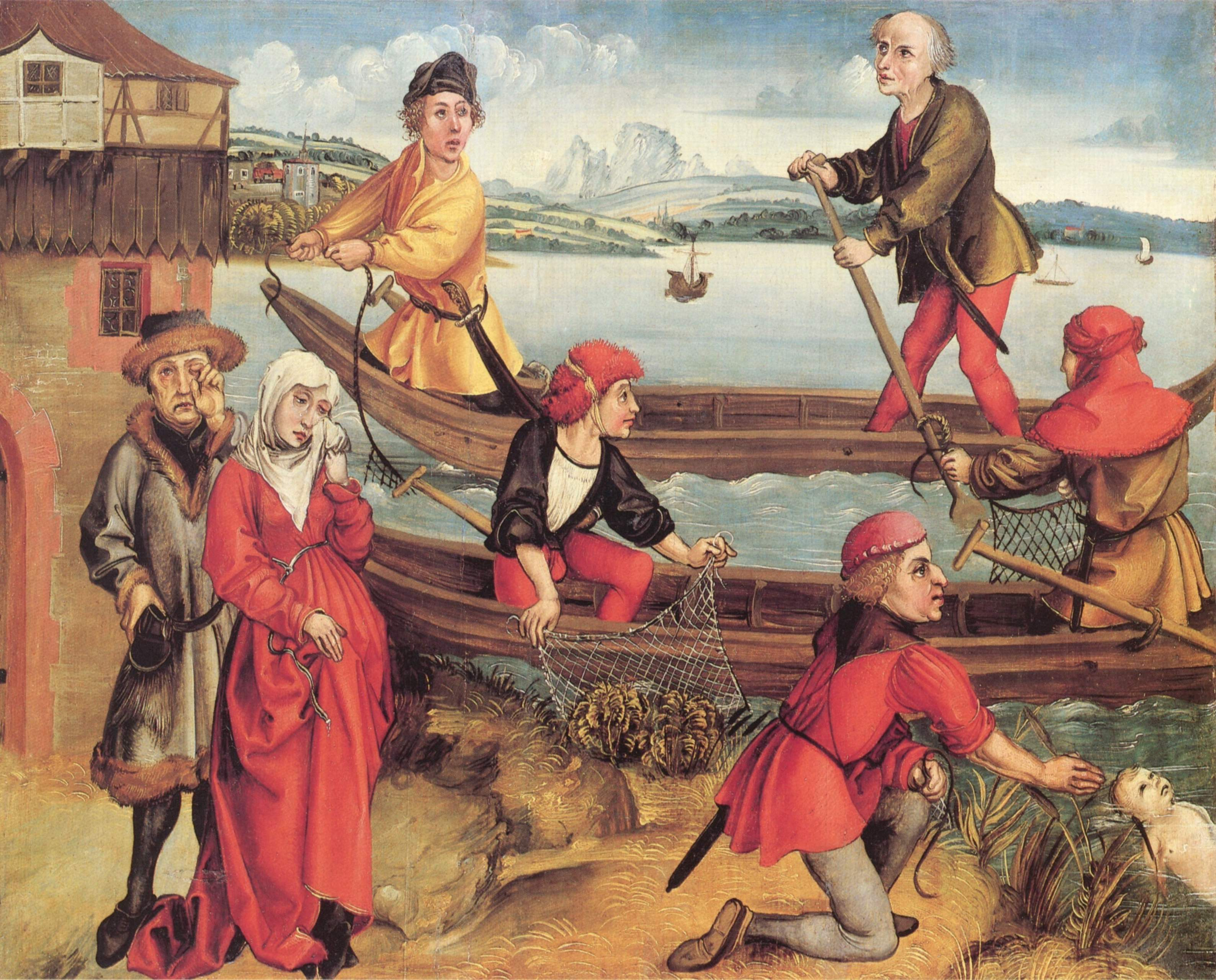
Альбрехт Дюрер «Чудесное спасение утонувшего мальчика из Брегенца», 1490-1493, 42 × 50 см.
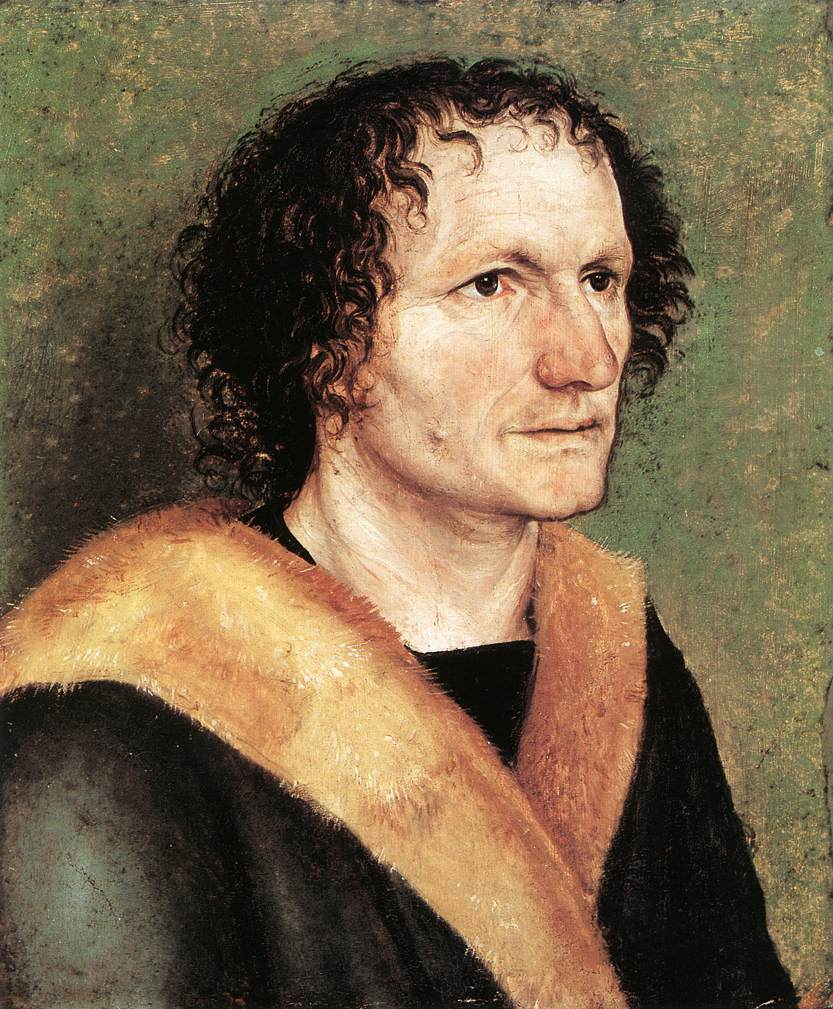
Альбрехт Дюрер «Мужской портрет на зелёном фоне», 1497-98 гг., 24,2×20 см.
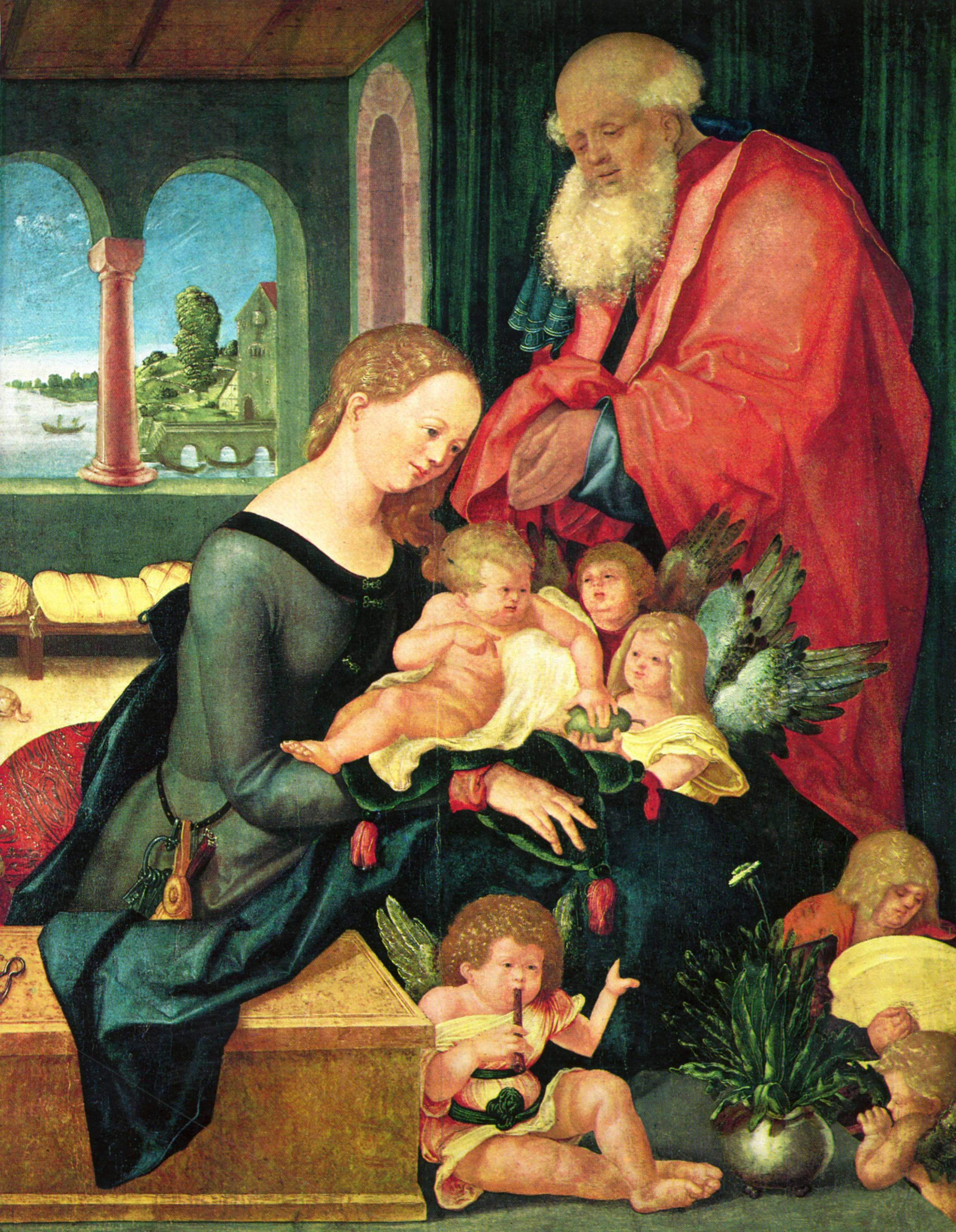
Ханс Бальдунг «Святое семейство в покоях с пятью ангелами», ок. 1507, 73,1 x 55,8 см.
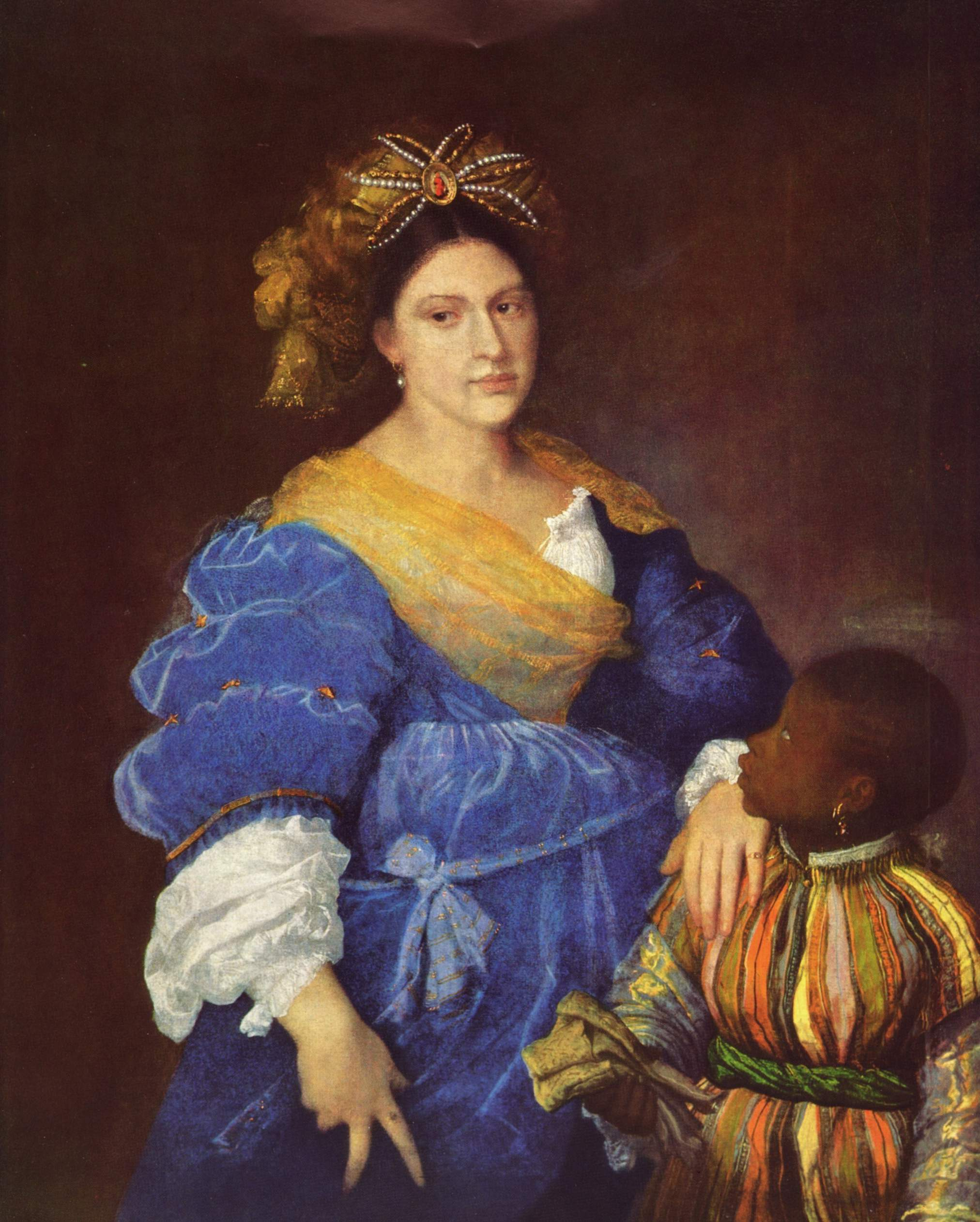
Тициан. Портрет Лауры Дианти, ок. 1523, 118 × 93 см.
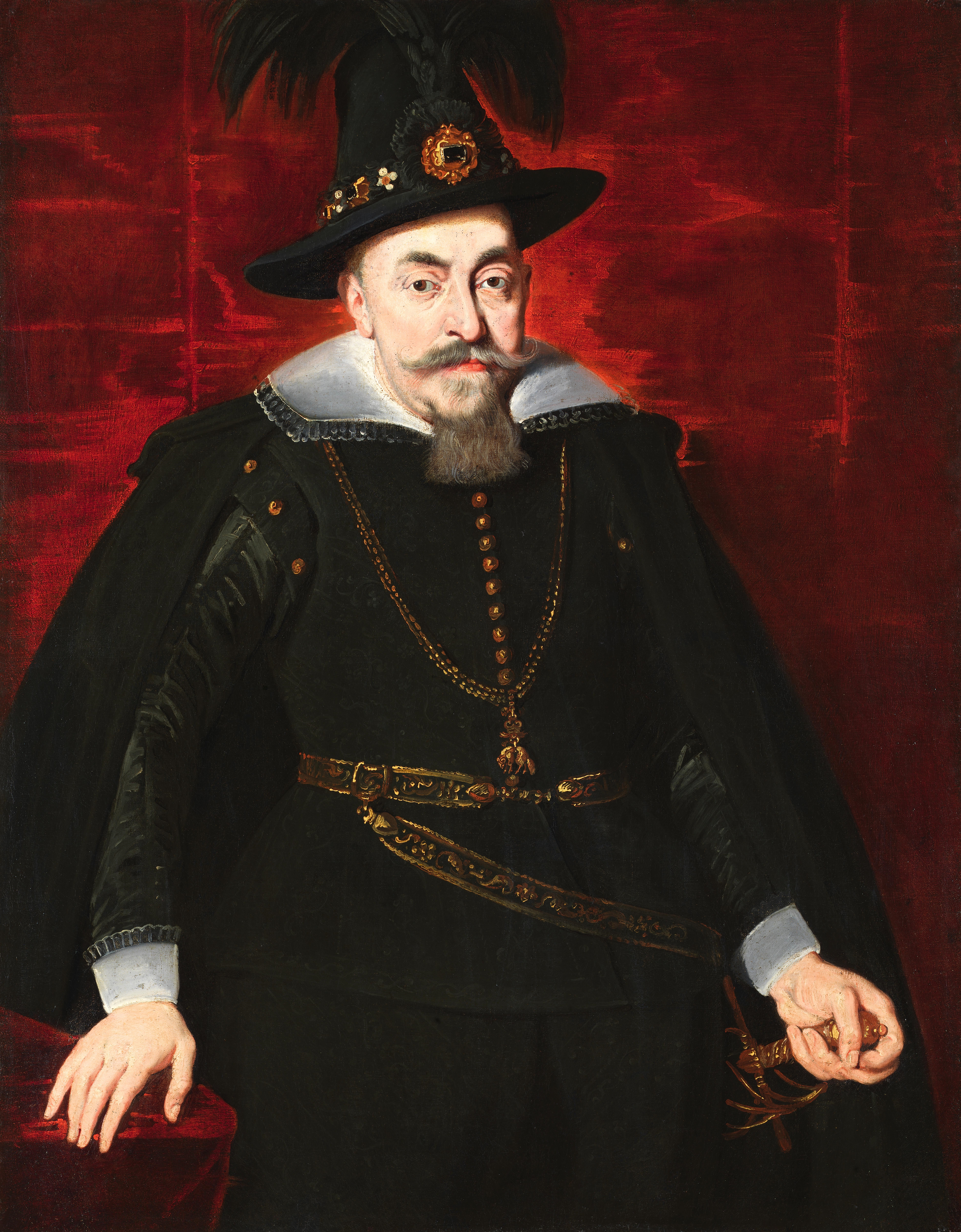
Рубенс «Сигизмунд III Ваза», 1620-е гг., 121 х 91 см.
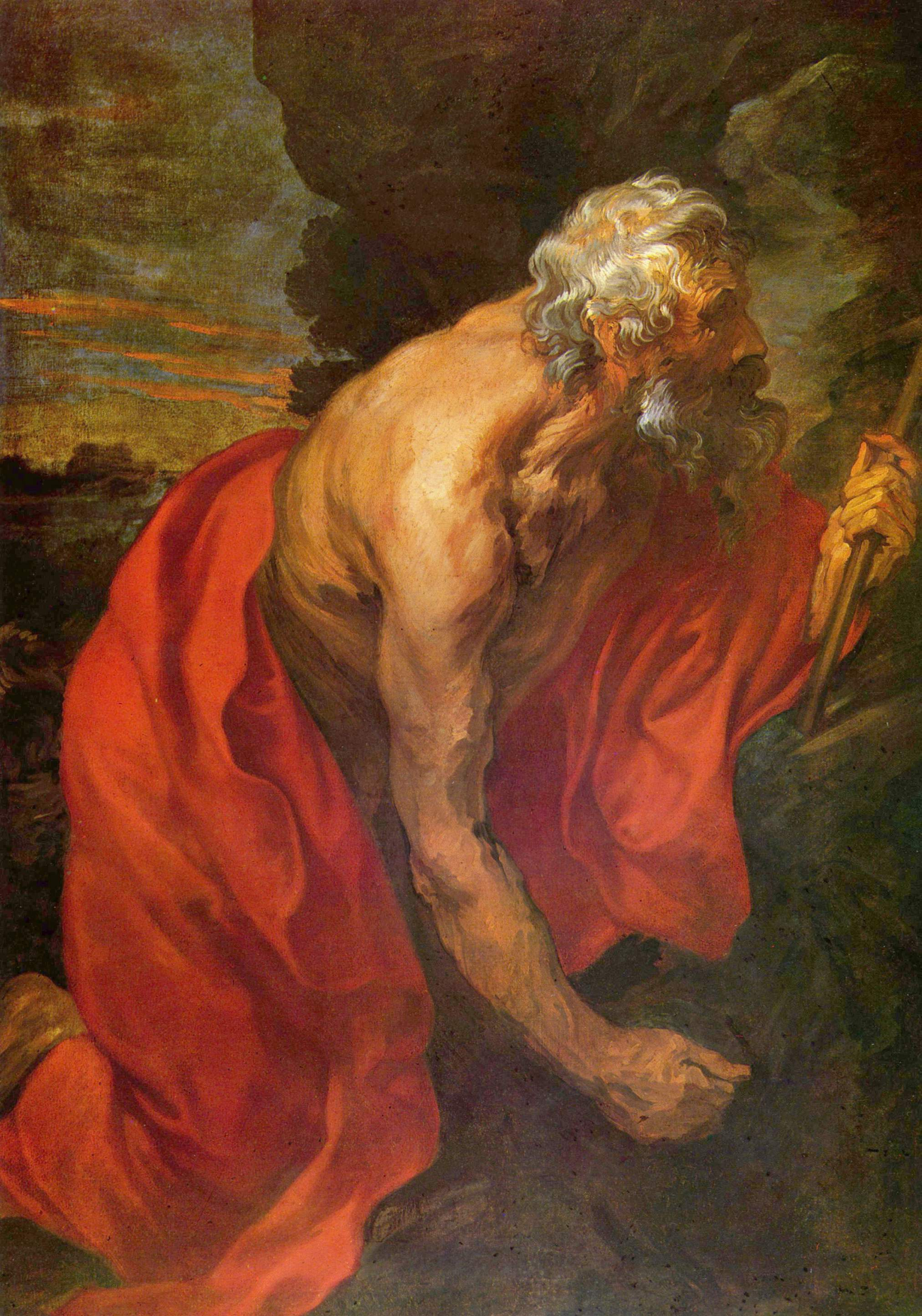
Антонис Ван Дейк «Святой Иероним», 1-я треть 17 в., 115 × 82 см.
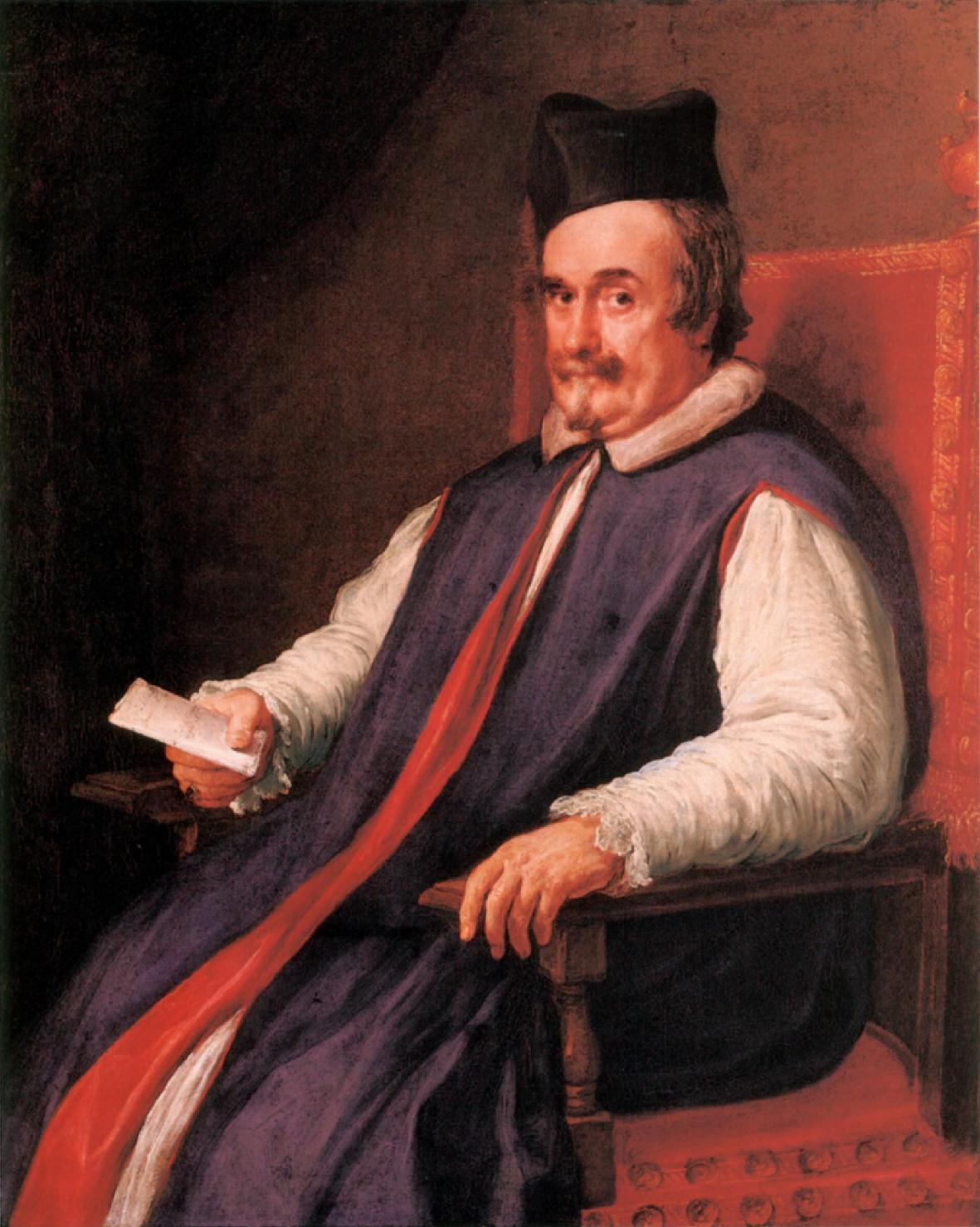
Диего Веласкес, Портрет кардинала Кристофоро Сеньи, 1650—51 гг., 144 × 92 см.